# Саркома Юїнга
Саркома Юїнга (іноді дифузна ендотеліома або ендотеліальна мієлома) — злоякісна пухлина, яка уражає в переважній частині випадків кісткову тканину (у 92 % випадків), рідше виникає у сполучній тканині (у 8 % випадків). Пухлина може виникати у будь-яких кістках скелету, проте найчастіше її спостерігають у довгих трубчатих кістках кінцівок (найчастіше стегновій кістці), ребрах, кістках таза, лопатці, хребті, ключиці. Саркому Юїнга переважно спостерігають у дітей віком понад 5 років, та вкрай рідко спостерігають у дорослих старших за 30 років, пік захворюваності припадає на вік 10—15 років та посідає друге місце серед усіх злоякісних пухлин кісток у дітей після остеосаркоми. Вперше описана Джеймсом Юїнгом у 1921 році. У 90-х роках ХХ століття саркому Юїнга включили до так званої «пухлин родини саркоми Юїнга», до якої включені ще три види злоякісних пухлин кісток.

## Епідеміологія
Поширеність саркоми Юїнга в європейських країнах становить 2—3 випадки на 1 мільйон осіб молодших 20 років, та посідає друге місце серед усіх пухлин кісток у дітей після остеосаркоми. Саркома Юїнга переважно вражає осіб чоловічої статі (у співвідношенні 1,5:1), переважно у віці понад 5 років, із піком захворюваності в 10—15 років. Вкрай рідко трапляється в осіб старших за 30 років. Захворювання частіше спостерігають у осіб європеоїдної раси, значно рідше у осіб монголоїдної та негроїдної рас.

## Етіологія
Етіологічні чинники розвитку саркоми Юїнга достеменно не встановлені. Частіше пухлина трапляється в осіб, які мають доброякісні пухлини або кісти кісткової системи, або аномалій розвитку сечостатевої системи. На думку частини дослідників, початок захворювання може бути зумовлений травмою або сильним забоєм ділянки, на якій пізніше формується пухлина. Проте не у всіх випадках можна встановити зв'язок розвитку пухлини з травмою, а в деяких випадках час після отримання травми до діагностики пухлини буває занадто великим, щоб достеменно встановити такий зв'язок. Хоча саркома Юїнга не належить до генетично обумовлених захворювань, спостерігають частіше виникнення захворювання у родичів або членів однієї сім'ї. Немає підтвердження того, що проникаюча радіація під час ядерного вибуху може бути етіологічним чинником виникнення саркоми Юїнга.

## Класифікація за системою TNM
T — первинна пухлина
- Tx — розмір первинної пухлини не визначений;
- T0 — відсутність даних про первинну пухлину;
- T1 — розмір пухлини < 8 см;
- T2 — розмір пухлини > 8 см;
- T3 — кілька незв'язаних між собою пухлин у первинній зоні ураження кістки;

N — метастази в регіонарні лімфатичні вузли
- Nx — дослідження регіональних лімфовузлів не проводилося;
- N0 — немає даних про ураження лімфовузлів;
- N1 — є уражені лімфовузли;

M — віддалені метастази
- Mx — дослідження для визначення віддалених метастазів не проводилось;
- M0 — немає ознак віддалених метастазів;
- M1 — є віддалені метастази;
- M1a — метастази в легені;
- M1b — метастази в інші органи.[10]

## Клінічна симптоматика
Саркому Юїнга найчастіше спостерігають у довгих трубчатих кістках кінцівок (найчастіше стегновій кістці), ребрах, кістках тазу, лопатці, хребті, ключиці. Найчастіше першим симптомом пухлини є локальний біль, початково слабкої або помірної інтенсивності. який самостійно може зменшуватися та навіть щезати. Біль може супроводжуватися виникненням гарячки, частіше субфебрилітету. На відміну від посттравматичних уражень кісток та остеомієліту, симптоми захворювання не зникають після застосування антибіотиків, а також не спадають після фіксації кінцівки. Часто початок захворювання супроводжуваний появою патологічного перелому кістки. Прогресування пухлини супроводжене збільшенням пухлинного утвору в розмірах, наявністю різкої локальної болючості та вираженої гіперемії і набряклості ділянки локалізації пухлини. У місці локалізації пухлини часто спостерігають розширення ковоносних судин, крововиливи та некрози. При локалізації процесу в кістках хребта у хворих спостерігають симптоматику неврологічних уражень згідно локалізації пухлини — радикулопатії, геміпарези, паралічі, а також порушення функції тазових органів. У приблизно 15 % випадків первинною локалізацією саркоми Юїнга є м'які тканини, найчастіше стінки грудної клітки. Одночасно у хворих спостерігають загальні симптоми інтоксикації — незначне підвищення температури тіла, загальна слабкість, швидка втомлюваність, сонливість, втрата апетиту, зниження маси тіла (аж до кахексії).
У більшості випадків, у зв'язку із тим, що симптоми саркоми Юїнга в більшості випадків замасковані під виглядом неспецифічного запального процесу кісток або суглобів, чи наслідків травми, діагноз захворювання виставляють порівняно пізно, іноді за 6—12 місяців від часу появи перших симптомів. У більшості випадків це призводить до того, що при підтвердженні діагнозу захворювання у значної частини хворих виявляють метастази пухлини, за даними частини клінічних досліджень 14—50 % хворих на момент встановлення діагнозу мають метастази, які визначають звичайними методами обстеження, а в більшості хворих виявляють мікрометастази. Метастазує саркома Юїнга найчастіше в легені, дещо рідше в інші кістки та кістковий мозок, плевру, ЦНС (як у оболони головного мозку, так і в головний або спинний мозок), лімфатичні вузли середостіння або заочеревинного простору, а також у внутрішні органи.

## Діагностика

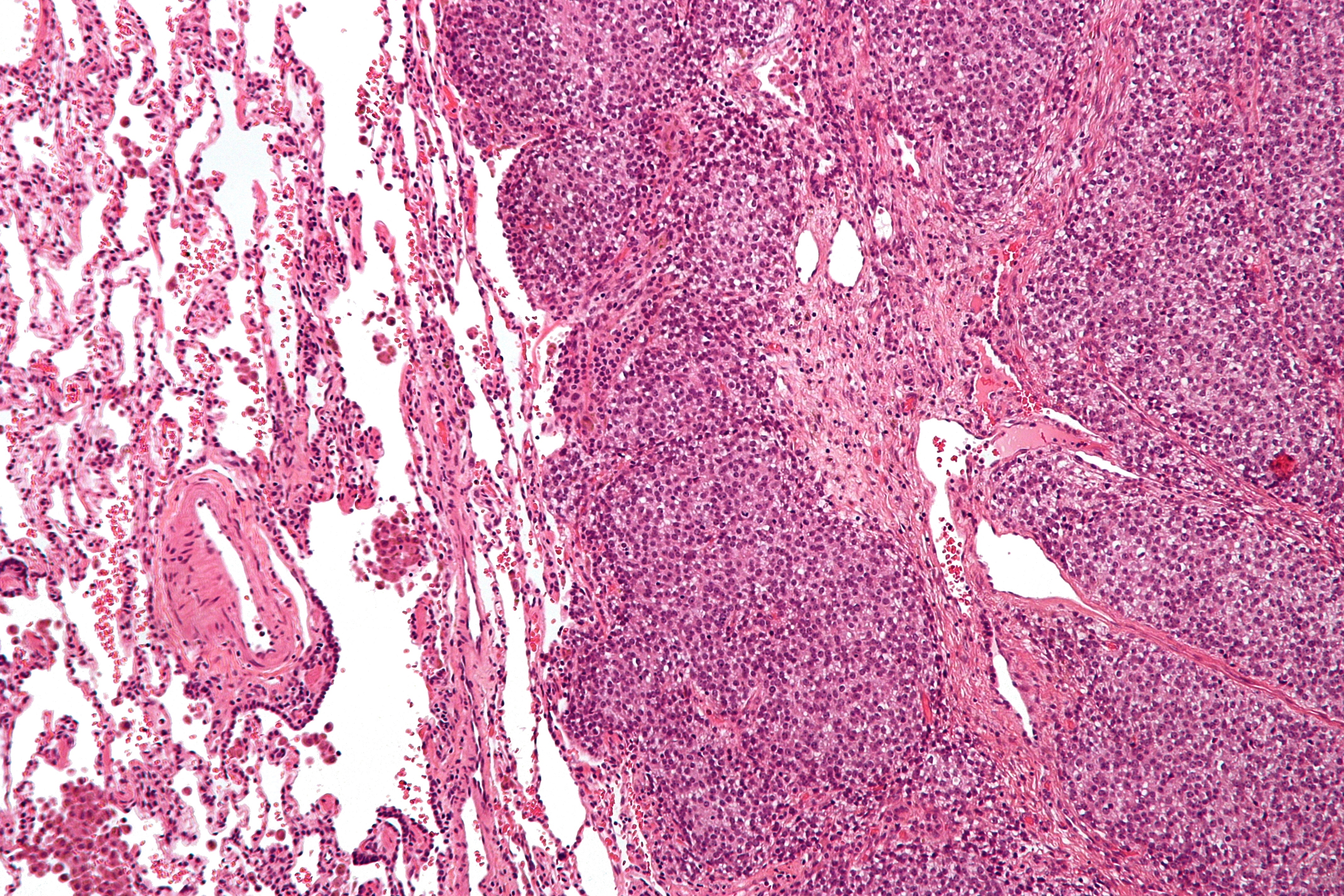
Гістологічна картина метастатичної саркоми Юїнга

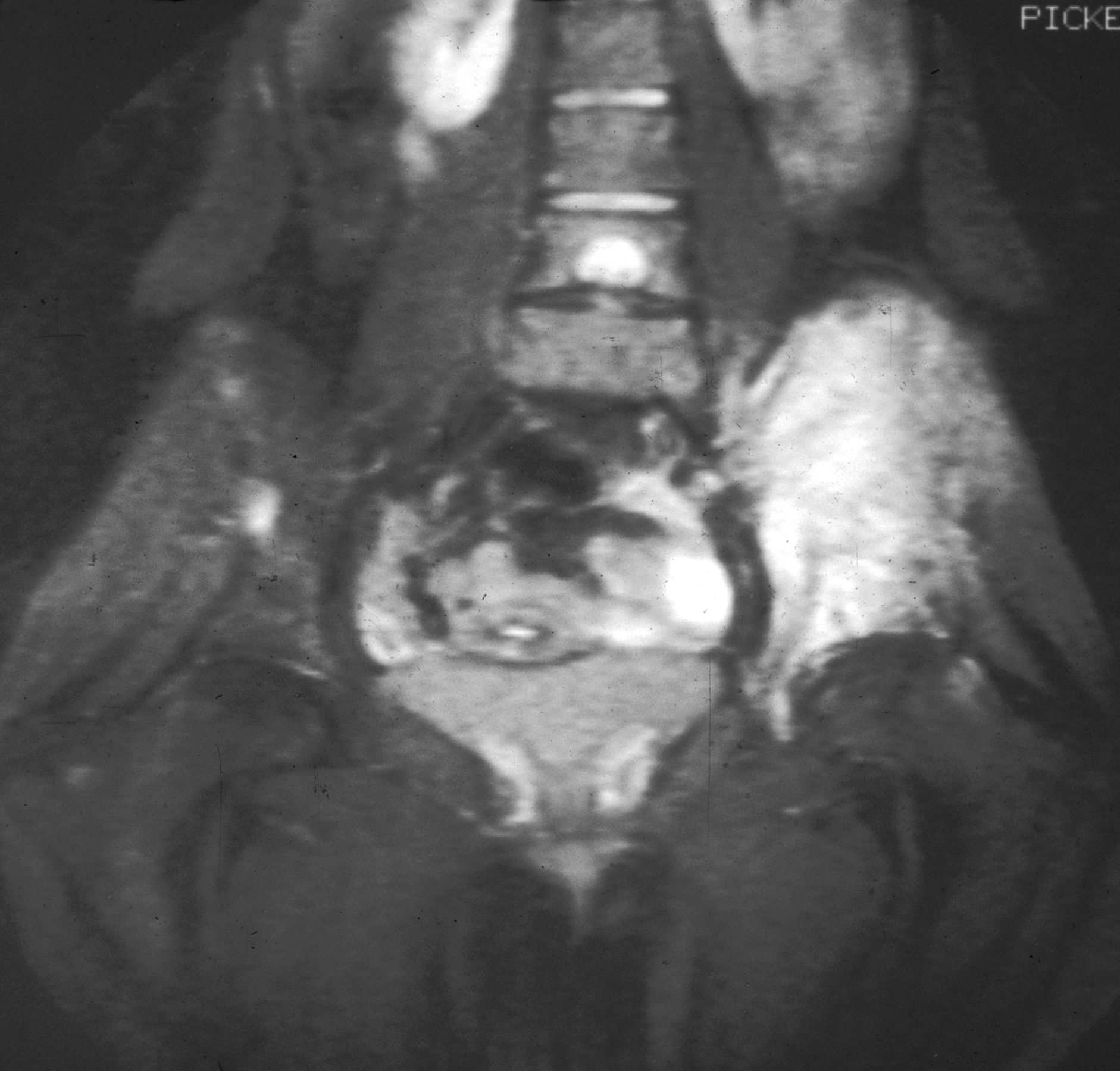
МРТ-картина саркоми Юїнга лівого стегна (світла ділянка справа)

Для діагностики саркоми Юїнга застосовують пулюєлогічні, гістологічні, радіонуклідні, імунологічні та цитогенетичні обстеження.
Найрозповсюдженішим методом діагностики саркоми Юїнга є пулюєлогічний метод. На пулюєграмах уражених ділянок спостерігають деструкцію кісткової тканини, без чітких меж, із поступовим розповсюдженням вздовж кістково-мозковому каналу із одночасним розвитком остеосклеротичних процесів. Одночасно із залученням до патологічного процесу окістя паралельно проходить процес периостального кісткового росту пластинчатого або голкового типу. У пухлини також майже у всіх випадках є елементи м'яких тканин, часто більші за кісткову частину пухлини, характерною особливістю яких є відсутність елементів патологічного кісткового росту, кальцифікації або включень хрящової тканини. Для оцінки розмірів та характеру ураження м'яких тканин у ділянці пухлини використовують ультразвукове обстеження ураженої ділянки.
Для уточнення розмірів пухлини, а також для виявлення віддалених метастазів у діагностиці саркоми Юїнга застосовують комп'ютерну томографію органів грудної клітки, а також ділянок скелету та інших ділянок тіла, уражених пухлинним процесом або з імовірністю метастазування в цю ділянку. Також для діагностики віддалених метастазів пухлини застосовують магнітно-резонансну томографію. Для уточнення діагнозу можуть застосовувати також позитронну емісійну томографію.
Для діагностики віддалених метастазів у кістки застосовують сцинтиграфіяю кісток із технецієм-99.
Для уточнення діагнозу також застосовують біопсію пухлини, після виконання якої проводять імуногістохімічне та цитогенетичне дослідження біоптату. Для виключення метастазів у кістковий мозок застосовують біопсію кісткового мозку із кількох місць, найчастіше із крил клубової кістки.
При проведенні загальноклінічного аналізу крові у хворих спостерігають лейкоцитоз, підвищення ШОЕ, анеміяю. При проведенні біохемічного аналізу крові характерним є підвищення активності в крові лактатдегідрогенази, і перевищення норми цього показника вказує на агресивний перебіг захворювання.

## Лікування
Лікування хворих саркомою Юїнга є комплексним, і включає в себе хемієтерапію, променеву терапію, оперативне лікування, а за необхідності разом із трансплантацією кісткового мозку або трансплантацією стовбурових клітин.
У лікуванні саркоми Юїнга застосовують багатокомпонентну хеміотерапію. Найчастіше серед хемічних терапевтичних препаратів застосовують вінкристин, доксорубіцин, циклофосфан, дактиноміцин, іфосфамід, етопозид, які призначають разом або у вигляді альтернуючої терапії. Тривалість курсу хемічної терапії зазвичай триває 7—10 місяців.
Зазвичай після або під час проведення курсу хемічної терапії хворим саркомою Юїнга проводять променеву терапію ділянки пухлини або ділянки, в якій виявлені метастази пухлини. Тривалий час саме променеву терапію вважали основним методом контролю за місцевим поширенням пухлини, проте натепер таким методом вважають оперативне лікування. Оперативне лікування проводять із урахуванням ділянки розташування пухлини, її розмірів, метастазування, віку хворого, а також індивідуальних побажань хворого. За можливості проводять радикальне видалення пухлини із проведенням за необхідності протезування ампутованої частини кістки. За можливості проводять видалення пухлини із проведенням органозберігаючої операції. Після оперативного лікування за необхідності можна проводити трансплантацію кісткового мозку або трансплантацію периферичних стовбурових клітин.

## Прогноз
Прогноз у хворих саркомою Юїнга залежить від строків виявлення пухлини, локалізації пухлини та наявності метастазів. У випадку виявлення пухлини у І—ІІ стадії прогноз захворювання сприятливіший. У випадку виявлення пухлини в ІІІ—IV стадіях при локалізації процесу в кістках тазу, плечовій кістці, ребрах та м'яких тканинах заочеревинного простору і малого тазу, а також при низькій чутливості пухлини до хемічної терапії прогноз менш сприятливий. Негативним прогностичним фактором також може бути вік хворих до 10 років, високий рівень активності лактатдегідрогенази, а також метастазування в кістки, кістковий мозок та лімфатичні вузли та великий об'єм пухлинної маси (включно із компонентами з м'яких тканин) — більше 100 мілілітрів.